# Коча Мехмед Хусрев-паша
Коча Мехмед Хусрев-паша, Хусрев Мехмед-паша  или Хозрев-паша  (1769, Кавказ - 3. март 1855, Саријер) је био османски државник, војсковођа и на кратко велики везир (1839—1841). Директно је одговоран за реформу у облачењу, султана Махмуда II.

## Порекло, политички успон и валија Египта
О Хусрев-пашином пореклу се мало зна. Није ни сигурно да ли је он био Турчин, Абаз или Черкез. Свакако његов политички успон почиње 1792. године, када постаје миљеник Кучук Хусеин-паше, реформатора и капудан-паше . Већ 1801. године Хусрев је учествовао у рату против Француза у Египту, кад му је пошло за руком да, уз помоћ Британаца, са 6.000 људи, протера непријатеља из Розете. Због тог успеха је, 22. јануара следеће године, постављен за валију Египта. Међутим, његову власт пољуљала је, 1803. године, оптужба да је, заједно са Хусеин-пашом, учествовао у заробљавању и убијању мамлучких емира, па је пустио Мамелуке, чији је један део онда пришао Британцима, док је други заузео град Мињу и поделио Горњи и Доњи Египат.
Током ових нереда Хусрев је, немајући новца, покушао да отпусти своје албанске башибозуке без плате. Тај акт је изазвао велике немире и освајање зграде ризнице Каира. Паша је на то одговорио артиљеријским нападом из своје оближње палате, али без резултата. Метежи су се наставили током целог дана, а сутрадан је Хусрев послао део своје регуларне војске да угуши устанак, што се, опет, завршило неуспешно.
Да ствар буде још гора, вођа башибозука Тахир-паша је освојивши цитаделу, почео са бомбардовањем Хусревове палате, тако да је Хусрев био приморан да, са својим женама, слугама и регуларном војском, побегне дуж Нила. Међутим, када је стигао у Дамијету, био је ухваћен, заробљен и замењен Тахир-пашом. У заробљеништву је провео годину дана, све до јула 1804. године, када је од стране новог вође башибозука Мухамеда Алија именован за новог египатског валију, али се на том положају, пошто му није био по вољи, одржао тек два дана.

## Босански везир
После напуштања Египта, Хусрев-паша је 1805. године накратко именован за валију Дијарбакира. Почетком следеће године именован је за солунског санџак-бега, а потом за румелијског валију, а већ 25. марта те године за босанског везира, а нешто касније и за санџак-бега Силистре .

### Бој на Мишару
обављања положаја у Босни, у Смедеревском санџаку је беснео I српски устанак. Од почетка 1806. били су учестали босански напади на устанике у Мачви. Под вођством Мехмед-бега Куленовића 20.000 војника је поробило и попалило многа села, не штедевши никог. Из страха велики број Срба је клонуо духом и признао рајалук. Ни српска победа на Салашу није могла много изменити општи положај, а Аустрија је отежавала свако допремање муниције, па је Карађорђе 13. јула упутио у Истанбул Петра Ичка да покуша склопити споразум. Међутим, пре него што је Ичко стигао у Истанбул турска војска је прешла у напад. На западном фронту заповедништво је преузео сам Карађорђе. На Мишару, 13. августа, са силним замахом, српска војска је уништила ордију Куленовића и однела најславнију и највећу победу I устанка. Пошто турска војска ни са других страна није ништа урадила, 14. септембра је склопљено примирје.

### Ичков мир
Недуго затим, 22. септембра, склопљен је Ичков мир . Али, због неких неправилности у његовом извршењу као што је неиздавање фермана и не напуштање Београда од стране Халил-аге Гушанца, Срби се нису смиривали . Хусрев је потом, по наредби Порте, сам поручио Гушанцу да изиђе из града, а устаницима султанову жељу да се умире и приме оно што је уговорено и да нарочито силом не ударају на Београд, али, упркос упозорењу, Срби су освојили Београд . После тога задуго није дошло до нове турске офанзиве, иако су Французи крајем године нудили Порти да упуте један одред војске против Србије преко Босне и београдски везир Сулејман-паша у писмима позивао Хусрева и остале околне паше у помоћ .

### Однос према Французима
Почетком 1807. године избила је побуна у Херцеговини, потпомагана од стране Срба, Црногораца и Руса, док је Хусреву у борби против њих помагало нешто француских војника из Дубровника и околине. Устаници су покушали да освоје Клобук и Требиње, али су љуто настрадали код клобучког града, кад су Хусреву стигла јака појачања . Осим тога борбе су се водиле и на Дрини, где су Турци били у надмоћности, али без праве активности.
Међу муслиманима Босне и Херцеговине владало је велико неповерење према француским савезницима. Памтио се Наполеонов упад у Египат и људи су се бојали неке преваре. У толико више што је иницијатива да Французи преко Босне иду на Дунав долазила стално с њихове стране и што су се њихови официри и људи раширили по граници и по земљи. Неповерење муслимана у хришћане нису се никако могла поколебати. Због страха од њих извесни локални капетани и вође нису хтели да остављају куће и иду у војску .

### Побуна Срба у Босни
Током 1807. године Срби су заузели Шабац и Ужице и помакли своју војску на саму босанску границу. Те године они су покушавали и веће војничке покрете преко Дрине, али нису имали правог успеха. Источна и средишња Босна имала је много муслиманског елемента, који је спречавао непосредне везе између Херцеговине и босанске крајине са Србијом, а у Посавини се налазило доста католика који су били неборбени и пасивни. Упркос томе, устанак у Босни је почео да узима маха, нашто је Хусрев кренуо да гони православни елемент да би предупредио устанак. У Босни је доиста било превише незадовољства и мисао о побуни јављала се све чешће. Сам аустријски цар Франц добијао је о том доста алармантне извештаје. Октобра 1807. године избила је побуна у Позњу, као позив Срба из градачачке нахије упућеном Карађорђу, да их ослободи. Један од организатора побуне био је сарајевски епископ Бенедикт Краљевић, пореклом Грк, који се прво склонио у Аустрију, а потом у Србију.
Муслимани из Босне, не сматрајући се као редовна војска, а подстрекавани на то и од Хусрева, нападали су те године неколико пута српске положаје преко Дрине, док је велика турска војска, прикупљена у Нишу, из обзира према Русима, остала неактивна .

## Сераскер Балкана
Дана 20. јануара 1808. године, Хусрев-паша је смењен са тог положаја, накратко поставши везир Солуна. После тога је смењен са места везира Силистре и именован је за везира Варне и балканског сераскера рату са Руским царством око Румуније, који је трајао од 1806. године . Истовремено, фебруара 1808. године, именован је за везира Трабзона, да би се борио против тамошњих одметника, поставши други највећи османски гувернер у Анадолији. Недуго после тога, Руси су освојили целу Румунију, али рат се наставио .

### Ситуација у Европи
У марту исте године, Русија и Француска су се сложиле да униште и поделе Османско царство, али њихова неслагања су постала скоро безизлазна у питању решавања судбине Истанбула и мореуза. У том погледу Николај Петрович Румјанцев, руски министар спољних послова, је био непопустљив. На то је Коленкур, министар иностраних послова Француске, изјавио Наполеону да је уступање Истанбул и мореуза Русији услов, sine qua non за његово учешће у поход на Исток. Он је написао:
...ако Русија добије Истанбул и Дарданеле онда ће се она моћи, надам се приволети лако да прихвати сваки план.
На састанку француског и руског цара у Ерфурту, септембра 1808. године, Наполеон је тражио да Русија учествује у походу на Исток. Међутим, претеће држање Аустрије је, с једне стране, спречавало Наполеона да утврди и тачан тренутак и облик тога похода, а с друге стране, приморавајући га да се поход на Исток одложи, што је омогућило руском цару Александру I да се, уместо да даје тачне одговоре и да издржи незгодне дискусије о Истанбулу и мореузима, ограничи на опште уверавање како он пристаје да своме савезнику пружи оружану помоћ на Истоку. За ово неодређено обећање цар је добио много више него што су се руски дипломати смели надати уочи састанка. Међу добијеним територијама су се нашли турски вазали, Молдавија и Влашка . Почетком лета исте године Карађорђева Србија се везала за Русију, са којом је већ од раније заједно ратовала .

### Ратни неуспеси и смењивање
У јесен 1808. избила је једна јаничарска побуна, о којој су ширени разни гласови и која је доста смањила борбеност код Турака . Године 1809. цар Александар је, користивши француско-аустријски рат, покренуо велику војску против Хусрева у намери да заузме Балкан и да се докопа Истанбула. Поход је испочетка био успешан за Русе и њихов генерал Багратион је заузео неколико тврђава разбиши Хусрев-пашу код Добруџе. Мађутим, Хусрев је пружио огорчени отпор, приморавши руску војску да се врати на леву обалу Дунава.
Године 1810. руски војсковођа Николај Каменски је имао успеха на Дунаву . Он је опсео Силистру и, 22. маја, разбио појачање које је послато да одблокира град у бици код Добрича, тако да се град 30. маја предао. Његова војска је потом кренула дубље у Турску и опсела Шумен, али град је, 9. јуна, уз велике муке одбранио велики везир. У међувремену, избила је побуна против руске власти у луци Русе на Дунаву, па је Каменски морао да се повуче натраг. Велики везир је за то време скупио велику војску. Једну, која се налазила у Шумену, водио је он лично, а другу, која се налазила у селу Батину и бројила 30.000 људи, водили су Хусрев-паша и Халил-ага Гушанац, вођа крџалија. Каменски је, знајући шта му се спрема, спречио спајање ових војски наневши Хусреву и Гушанцу код Батина, 26. августа, осетан пораз. Одмах после ове победе, Каменски је продро до Видина, где је разбио тамошњег пашу. После ове битке уследио је пад Русеа у руске руке и, после битке код Фрасине 29. августа, Хусревова смена Давуд-пашом.

## Капудан-паша
Године 1811. султан Махмуд II га је именовао за капудан-пашу. Хусрев-паша се на овом положају показао као врло способан; обновивши морнарицу, он је постао главни ослонац султану у спровођењу реформи. Био је отворен и за прихватање западне културе, па је послужио султану и као борац против улема. Осим против унутрашњег, Хусрев се морао борити и против спољашњег непријатеља. Међутим, Руси су због рата са Француском били принуђени да прекину ратовање са Портом, па су у Букурешту, 28. маја 1812. године, склопили мир. Тим миром руска војска се повукла из Румуније задржавши само Бесарабију . Дана 6. јануара 1818. године, смењен је велики везир Мехмед Емин Рауф-паша, а са њим је власт изгубио и Хусрев-паша.

## Сарк-сераскер
Године 1820. Хусрев је напустио Трабзон и постављен је за валију Ерзурума и сарк-сераскера , по задатку да припреми предстојећи рат с персијским Каџарима. Стога је паша у Ерзурум довео појачања из Сиваса и Гјумушхана. Осим против Каџара, та војска се морала борити и против побуњеника из градова Догубајазита, Битлиса, Ерџиша и околних племена. Оптужен за изазивање ових побуна, Хусрев-паша је смењен и новембра 1821. године враћен у Трабзон, опет у циљу борби против побуњених феудалаца.

## Капудан-паша по други пут

### Прве борбе против грчких устаника
Децембра 1822. године, Хусрев је, због неуспелог турског гушења Грчког устанка на Мореји, опет именован за капудан-пашу  . Као капудан-паша Хусрев је имао великог учешћа у овом четничком и опсадном крвавом рату . Турци су оштро и сурово гушили устанак и Грци, очајни на копну, изгубили су Тесалију, али су се бранили у Мореји и по острвљу . У борби се прославило доста грчких јунака: Бочарис, Мавромихаило, Колокотрон, Маврокордато, Канарис и др . Вође устанка су се поделиле у две странке: на острвљане и занатлије, које су живеле на Мореји, и на клефте . Неслагања између тих двеју фракција су у јесен 1823. године изазвала грађански рат . Користивши то, Хусрев је извршио врло успешну блокаду грчких острва и напао их. У јуну 1824. године, он је извршио страховит покољ на острву Псара и на Самосу се придружио египатској флоти, која је кренула у помоћ султану. Међутим, свесни опасности, Грци су се тргли и поново окупили флоту за борбу против Турака. У јулу и августу било је неколико сукоба с грчком флотом, међу којима је најпознатији био пораз на Самосу, 17. августа. Све ове борбе кулминирале су 29. августа врло тешким и срамним поразом у великој бици код Геронтаса од стране грчког адмирала Мијаула .

### Европске силе избегавају мешање
У међувремену, побуњени Грци тражили су заштиту хришћанских држава против муслимана Турака. Аустријски канцелар и de facto цар Метерних је позивао велике силе, да им одрекну заштиту . Пруска влада је ишла за аустријском, која се користила тадашњом политиком енглеског минстарства предвођеним Кестлеријем, које се бојало руског мешања у турске послове . Метерних је хтео да очува Отоманско царство и у Грцима је гледао само револуционаре, који су се побунили против свога законитог господара . И доиста, успео је да задржи руског цара Александра I, лично расположеног према Грцима, али је био везан погодбама Свете алијансе и начелима легитимности . То је ишло на руку Енглеској, која је похитала да заузме место које је Русија оставила на Балкану и да пружи своју заштиту побуњеној Грчкој. Насупрот томе, овакво понашање енглеске дипломатије изазвало је чуђење, па чак и незадовољство руске јавности . Али, у већини европских земаља народ, а нарочито образованије људе, обузело је сажаљење према том хришћанском народу, потомцима старих Хелена . Једни су их сматрали хришћанима и мученицима за веру, други — потомцима старих Хелена, који су изнова ступили у борбу са азијским варварством, трећи — борцима за слободу против деспотизма . Образовала су се филеленска друштва . Један женевски банкар почео је са скупљањем добровољних прилога, па се Грцима слао новац и оружје; француски, енглески и немачки добровољци ишли су у Грчку, да помажу у одбрани . Међу добровољцима био је и прослављени енглески песник лорд Бајрон (1784-1824) . Потом је мало по мало народ приморао државнике да посредују у корист Грка.

### Мешање Британије, Русије и Француске
Дана 1. децембра 1825. на руски престо је ступио нови цар Николај I. Он је, као његов брат претходник, у Грцима видео само бунтовнике који су се дигли против свог законитог владара, али, увидевши како је непопуларна била братовљева политика, није био расположен да, као он, слуша савете и подбадања Аустрије. Водећи се хришћанском солидарношћу, стао је на њихову страну . Однос Енглеске према Грцима посебно се изменио када је енглеским спољним пословима почео руководити Џорџ Канинг, уопште наклоњен сваком слободоумном покрету . Међутим Енглеска, не желећи да отворено ступи у борбу због Грчке, хтела је да утиче на друге силе да би извршила притисак на Турску. По Николајевом устоличењу, она започиње преговоре с Русијом. Наиме, војвода од Велингтона, кога је Енглеска послала да га поздрави приликом ступања на престо, предложио је заједничку акцију . Русија и Енглеска су се потом договориле да траже грчку независност . Један предлог за енглеско-руски споразум предвиђао је да Енглеска, уз помоћ Русије, треба да понуди своје посредовање Грцима у Турској и да им предложи један modus vivendi који би ид могао измирити, у том циљу је 25. марта 1826. године потписан Петроградски протокол, који је требало да прими и Порта .
Преговори су трајали доста дуго и предлагана су различита решења тог питања, међу којима је било и то да се створе три мале грчке државице као турске вазалне државе, које ће плаћати данак и уживати пуну унутрашњу самоуправу . Турска имања у Грчкој била би откупљена, а граница одређена одређеним споразумом.
Скоро истовремено, Русија је послала ултиматум Османском царству, којим је тражено, да његова војска напусти окупирану Молдавију и Влашку, да ослободи српске изасланике задржане у Истанбулу, да коначно изврши 8. члан Букурешког мира и да пошаље своје пуномоћнике на руску границу да преговарају о споразуму . Порта је, не желећи да у исти мах озловољи и Енглеску и Русију, већ 3. маја, попустила пред овим захтевима .
Руско-турски преговори су отпочели у Акерману јула 1826. године, а завршили се конвенцијом од 7. октобра, којом је потврђен Кучук-Кајнарџиски мир и тумачене су извесне одредбе Букурешког уговора: Русија задржава спорне области на источној обали Црног мора, добија демаркацију руско-турске границе према Дунаву, право слободне пловидбе за своје трговачке бродове по турским водама и отварање Црног мора за трговину свих народа; осим тога, Турска јој је признала право протектората над Молдавијом. Влашком и Србијом .

### Египатска помоћ и нова војска
Због геронтаског неуспеха, султан је, 1824./1825. године у помоћ позвао ванредно способног египатског господара Мухамед Алија и његовог сина Ибрахим-пашу . Сукоби између Хусрева и египатске војске отежавали су гушење устанка, али моћна египатска флота је успела да савлада Грке, опустоши и покори целу Мореју, освојивши, 10. августа 1826. године, после треће опсаде, град Мисолонги . Једино се одржао Патрас, у који су се склониле две зараћене грчке фракције, наставивши борбу .
Султан Махмуд је, уз помоћ Порте и Хусрев-паше, покушао да ојача Османско царство и да га приближи европским државама уносећи у њега неке европске уредбе. Султан је себе упоређавао с Петром Великим, који је осавременио своју царевину; подражавајући Европљане, пио је вино, нагонивши и чланове Дивана, да га пију, мада је то Куран забрањивао. Заповедао је и да се брада сасеца на два прста дужине, а нарочито је желео да има војску по европски уређењу. Мање због тога, а више због пораза у сукобу са Грцима, године 1826. распустио је јаничаре, у чему је Хусрев-паша имао битну улогу, а пошто се споразумео с њиховим старешинама, заповедио им је, да му пошаљу по 150 људи од сваке чете, да би их уврстио у нови војни корпус. Јаничари су се потом побунили и из својих касарна почели са бомбардовањем Истанбула. Бомбардовање је било само диверзија, да би сви побегли кроз отворену задњу капију. Побуна је врло брзо и краво угушена .
После ове реформе Хусрев-паша је основао први нејаничарски батаљон и још више развио морнарицу. Осим тога, основао је удружење страних и домаћих војних стручњака и нову војску је попунио својим присталицама. Рачуна се да је на положај довео око 30 генерала. Међутим, поред свих заслуга у модернизацији војске, Хусрев је, негодовањем Мухамеда Алија, фебруара 1827. године, смењен са положаја капудан-паше и постављен за валију Анатолије, али не задуго.

## Врхунац каријере: de facto велики везир

### Битка код Наварина
Већ маја 1827. године, постављен је за сераскера целог Османског царства. Као сераскер, он је реформисао и дисциплиновао војску. Осим тога, учествовао је у доношењу реформе о облачењу, по којој је турбан био избачен из употребе и замењен фесом, који су до тада носили само Алжирци и Тунишани.
Грчко уништење је тада спасило активније мешање европских сила . Портини уступци Русији омогућили су јој да одлучније одбије британски предлог за посредовање у грчком питању и одлуке Петроградског протокола . 6. јула 1827. године, Лондонским уговором, руска и енглеска влада придобиле су за себе и Француску, која се мало занимала питањем и трудила да споразумно ради са Енглеском . Грчка влада, којој је остало само 16 пијастра  и ни мало барута, прихватила је предлог три силе за склапање мира, али султан га је, четрнаест пута, одбацио . То је резултирало слањем заједничке ратне флоте, не да ратује са Хусревом, него да заустави транспорт турских трупа морем и да примора египатску флоту, да се повуче. Овај догађај је кулминирао битком код Наваринског залива, 20. октобра 1827. године, где је блокирана османско-египатска флота, која је прва напала, била и потпуно спаљена, а Ибрахим-паша је, потучен до ногу, морао да се повуче . Иако је Мухамед Али је за овај пораз окривио Хусрев-пашу, који је донекле и био одговоран, он је достигао врхунац своје каријере, имавши већи утицај и од великог везира.
Ни уништење флоте, ни опозивање савезничких амбасадора из Истанбула, нису натерали Хусрева да попусти. Он је следио одлуке султана, који је знао да Француска и Енглеска не желе рат и пребацио сву одговорност за Наваринску битку на Русију, која је 20. децембра 1827. године проглашава за отвореног непријатеља Отоманског царства . Муслимани су били позвани на свети рат са Русијом, Акерманска конвенција одбачена, руски поданици протерани и Мореузи затворени за руске бродове . На то је цар Николај одговорио објавом рата 26. априла 1828. године, под поводом турских сметњи руској трговини .

### Рат с Русијом
Он је тада на Хусрева послао две војске, једну на Закавказје, а другу на Балкан, изјављујући да неће ни освајати ни производити револуцију . У првој својој овећој песми О војни Русах и Тураках Његош је поздравио овај рат. Кнежевина Србија није учествовала у рату; цар Николај изричито јој је забранио да учествује и да зове друге балканске хришћане. Кнез Милош Обреновић је поводом тога, на скупштини у Крагујевцу, говорио:
Нама није до тога што се царевине међу собом кавџе; оне ће се побити па и помирити, али ономе слабом ко се у њихову кавгу уплете било би тешко, кад га која страна остави. 
Османско царство се тада нашло у без излазном положају. Осим што је царство било ослабљено уништењем јаничара, нису га хтели бранити ни Енглеска, Француска и Аустрија, његови савезници, док је Француска чак послала и један одред војске у Мореју у помоћ Грцима . Ова тешка ситуација и војни порази код Карса, Варне, Ахалциха и Баилештија, иако нису били ни тако тешки ни тако брзи као што су се сви надали, изазвало је смењивање великог везира Бендерли Мехмед Селим Сири-паше и Хусрев-паше, 26. октобра 1828. године . Међутим, рат није за Русе био нимало лак, нарочито на Балкану. Поред неодлучности главнокомандујућег, старог грофа Витгенштајна, нарочито су деловале незгодне саобраћајне прилике, неуређеност интендантуре и санитета. На срећу за Турке, руску војску су много десетковале и болести, тако да је борба трајала са променљивом срећом читаву годину и по дана . Руси су потпуну и одлучну превласт постигли само на мору. Руско освајање Варне уз помоћ црноморске флоте био је први озбиљан Хусревов пораз. На копну, Хусрев је у Малој Азији изгубио тврђаве Карс и Ахалцихе, док су Руси посели и градове Бајазит и Ардахан. Једини Хусрев-пашин успех била је одбрана Силистре и чврсто држање тврђаве Шумла .
Иако смењен с тог положаја, Хусрев је, због војне подршке, остао важан чинилац турске политике и неприкосновена личност у Порти. То се огледа у томе што је Мустафа-ефендија, султанов лични лекар, био Хусрев-пашин човек. По његовој личној препоруци, за великог везира је јануара 1829. године постављен Решид Мехмед-паша.

### Делегат у Једрену
Хусрев није више био главнокомандујући на ратишту с Русијом, али је и даље био битан војсковођа рата. Године 1829. успешно је зауставио сва руска напредовања с обе стране Црног мора, али без резултата; Руси су заузели Ерзурум . Победилац у бици код Кулевче, руски војсковођа Иван Дибич Забалкански прешао је Дунав и, освојивши Влашку, Молдавију, Силистру и Једрене, упутио се ка Истанбулу, где је завладао разумљив страх. Султан је одмах затражио мир, који је потписан у Једрену, 14. септембра . Један од турских делегата на преговорима био је и Хусрев-паша. У Једрене је изасланике послао и кнез Милош и изасланици су поздравили Дибича. Султан је био приморан да се одрекне Грчке, тј. да јој да потпуну независност . По том миру Краљевина Грчка обухватала је малу територију око Артанског и Волоског затона, најсиромашнији крај, зато што су се велике силе бојале да додавањем нових територија овој новонасталој монархији не ослабе Османско царство . Остале одредбе овог мира тицале су се слободне пловидбе Дунавом, Босфором и Дарданелима ради трговине, предаје делте Дунава, источне обале Црног мора, као и тврђава Анап, Поти, Ахалчик, Ацхури и Ахалкалаки; Русији, потврђивања аутономије Србије, руске заштите аутономних Дунавских кнежевина - Молдавије и Влашке, плаћања ратне одштете Русији од 11.500.000 холандских дуката и накнаде претрпљених губитака приватним лицима по проценама од 1.500.000 холандских дуката, али, да је не би морало платити, Османско царство је дошло у зависан положај у односу на њу . После овог мира Русија је имала превласт на Балканском полуострву као заштитница свог хришћанства у Османском царству, а нарочито у Влашкој и Молдавији. Цар Николај I се после тога још више мешао у турске унутрашње послове, да би још више ојачао руски положај на Истоку .
Цар Николаj убрзо је смањио ратну одштету и уопште је водио је пријатељску политику спрам Османског царства, тим пре што је оно почело испуњавати своје обавезе. Тако је већ 1830. године султановим хатишерифом потврђена самоуправа Србије. Природно је да је после тога руски утицај постао веома јак у Кнежевини Србији .

### Рат са Египтом
Као накнаду за помоћ у борби против Грка, Мухамед Алију је обећана управа над облашћу Светог Јована од Акре . Међутим, када је 1831. године, Хусрев-паша, због личног непријатељства према њему, манипулишући Портом, спречио да му се то да, Мухамед решио да ту област узме силом. Египатски владар је био оглашен за бунтовника и, избијањем османско-египатског рата, поново је покренуто источно питање, а Хусрев-паша је опет постао сераскер . Мухамед Али је био један од најмоћнијих турских паша. Имао је савез са Француском, његову војску су обучавали француски официри, а флоту су му саградили француски инжињери, па је по снази био супарник султану .
Војска предвођена Ибрахим-пашом је до 1832. године држала Сирију и, разбивши 50.000 људи Хусрева и Ага Хусеин-паше, који су кренули да врате Сирију, на превоју Белен, 29. јула, освојила је и део Мале Азије . Потом је Хусрев, вративши се у Истанбул, на ратиште послао самог великог везира Решид Мехмед-пашу. Међутим, његова војска је била уништена код Коније, 23. децембра, и он је сам пао у заробљеништво. Пут ка небрањеном Истанбулу био је отворен и царство се нашло у тешкој животној опасности .
Под утицајем Хусрев-паше, султан је 1833. године потражио помоћ руског цара . Тада је цар Николај одлучио да помогне султану против Мухамед Алија, у коме није видео само једног бунтовног поданика, већ и подстрекача европске револуције . Наравно, ту су били непосреднији лични интереси мешања у послове Османског царства и нерасположење према моћном египатском паши, који би опет могао да дотрајало царство стави на здраве ноге . У царевим речима амбасадору кога је послао у Истанбул ипак преовладава ово прво:
Ја хоћу да докажем своје пријатељство султану, треба бранити Истанбул од напада Мухамед Алија. Читав овај рат је само последица бунтовничког духа који је сад обузео Европу, а нарочито Француску. Ако би случајно Истанбул подлегао, ми бисмо имали за суседе људе без заклона, без отаџбине, прогнане из свих добро уређених друштава; ти људи не могу да живе мирно. Они у овом тренутку окружују Мухамед Алија и испуњавају кадар његове морнарице и његове војске. Ја морам да уништим ту нову клицу зла и нереда и да вршим свој утицај на послове Истока. 
Потом руска црноморска флота улази у Босфор, а једна руска дивизија се искрцава и улогорује пред Истанбулом . Енглеска и француска влада су, бојећи се да не падне у потпуну зависност према Русији, наговорили султана, да пристане на мир са онаквим погодбама, какве је Мухамед оставио, то јест да му уступи Сирију за његова живота . Међутим, египатски паша је по савету Француске смањио своје захтеве. Хусрева присуство руских трупа у непосредној близини престонице све више забрињава него што умирује, па он жути да што пре нађе мир с пашом и даје му потпуно задовољење миром у Кутахији, 14. маја .

### Руско туторство и доба између два рата
Руски цар је, користећи се својим утицајем, израдио да султан, у знак захвалности за његову помоћ против Египта, 8. јула потпише Ункјар-Искелисијски уговор . Цео уговор био је нека врста награде за спасавање Истанбула . Садржао је следеће одредбе:
- царево гарантовање неповредивости и независности Османског царства;
- царево обећање стављања на расположење, у случају потребе, сувоземних и приморских снага, Османском царству, ако му буду потребне;
- султан нема обавезу да шаље Русији војску у помоћ;
- у замену за то, мореузи Босфор и Дарданели су отворени руској ратној флоти;
- лађама западних народа био затворен пролаз кроз Дарданеле и забрањен улазак у Црно море [28][12][18].

Русија је овим постала заштитник Турске, а њено јачање су са нездовољством посматрала Аустрија и Велика Британија .
Дана 17. фебруара 1833. године Решид-паша је смењен и замењен Мехмед Емин Рауф-пашом, чиме је делимично смањен огроман Хусревов утицај. Међутим, он и даље остаје кључна личност ондашње политике Османског царства, управљајући њом из своје резиденције у Емиргану, где га је султан редовно посећивао. Видевши све недостатке нове војске у прошлом рату, он је 1835. године у Истанбул довео Халмут фон Молткеа, официра и војног стручњака из Пруске, да је преуреди. Нова војска од 70.000 људи уређена је по примеру европских војски. Молтке, који је преуређивао 4 године, овако је описује:
Војска по европском уређењу, с руским мундирима, француским правилима, белгијским пушкама, енглеским сабљама, турским турбанима, мађарским седлима и наставницима свих народности; војска састављена од тимариота, доживотних активних војника, од резервиста с неодређеним роком службе, где су старешине биле регрути, а регрути непријатељи стражарења .
У јуну 1837. године султан је коначно сменио Хусрев-пашу са места сераскера, а уместо плате добијао је пензију у вредности 60.000 лира годишње. Међутим, иако је избегавао да се меша у државне послове, због свог огромног утицаја још је био кључан за царство. Већ следеће године, постављен је за првог османског министра правде.

## Велики везир

### Нови рат са Египтом: велики везир
Године 1839. Хусрев-паша је ишао у један поход против Курда у планинским крајевима око Тигра, а при повратку је напао Сирију . Источно питање је опет покренуто и рат са Мухамед Алијем је опет почео . Као и 1833. његова победоносна војска је преплавила Малу Азију. Узалуд је изјављивао да не ратује против султана, него да се само бори против његових слугу: Рауф-паше и Хусрев-паше, надавши се да ће их оборити и и сам постати велики везир .
На вест о тешком поразу и предаји турске војске код Низипа, 24. јуна, султан Махмуд II је, недељу дана касније, умро, а на власт је дошао његов малолетни син Абдулмеџид I. Ситуација је постала веома критична пошто је египатска војска запретила самом Истанбулу, а, осим тога, 7. јула, Хусрев је постао велики везир . Русија је тада била потпуни господар Балканског полуострва; не само хришћански народи и вазалне државице, него и сама Порта налазили су сe под туторством цара Николаја .

### Хатишериф из Ђилхане
Дана 2. новембра 1839. године султан је у свом дворцу у Ђилхани сакупио главније великодостојнике, представнике хришћанских цркава и европске дипломате и наредио да се свечано прочита хатишериф, којим је обећао опште реформе. У том акту се говорило, да Османско царство пропада зато што нису напуштени стари обичаји и да би се избегла пропаст треба да се заведе ново уређење . Хусрев се налазио између старих Турака, који су се држали својих навика, и Европљана, који су препоручивали реформе; но он се извукао из тог положаја помоћу једне китњасте реченице, чији је свршетак био у противречности с почетком . Султан је обећавао личну безбедност и пореску једнакост; изјавио је да ће се укинути монополи, конфисковање и издавање пореза под закуп и додао је:
Те владалачке концесије важиће за све, ма које вере били.
За извршење истинског преображаја било је потребно поуздано особље; међутим, муслимани су били сувише необразовани, да би могли схватити нов начин владавине. Молтке је поводом тога рекао:
Турчин, који зна читати и писати, назива се хафиз, учен, а странци се не могу употребити, јер и најбољи дар постаје сумњив, чим долази из руке каквога хришћанина.
Међутим, успешно су створени низам  и редиф  . Основана је Отоманска Банка са европским особљем . Са увођењем само једне царинске тарифе за увоз, од 9 на 100, царевина се отворила европској роби. Европске владе су се стале надати, да ће се Османско царство реформисати и спасти од распадања .

### Крај руске превласти
Велика Британија је, 1840. године, предложила да се потпомогне одбрана Истанбула и да Дарданеле поседну ескадре европских сила . Николај се, упркос, позвао на Ункјар-Искелесијски уговор да би одлучно протестовао против те интервенције којој одбија да се придружи. После неуспеха његовог протеста, ступио је у преговоре са Великом Британијом. Изјавио је да се потпуно слаже са њеним погледима на Османско царство и Египат и изразио наду да ће, ако услед активности Мухамед Алија то буде потребно, операције на копну и мору у Малој Азији или на Босфору бити поверене Русији, док би Велика Британија примила на себе дејствовање у Средоземном мору и на обалама Сирије и Египта .
Тиме су Британији дате одрешене руке и прекинута је руска превласт на Балкану . Надзор над стањем на Балканском полуострву предат је узајамним уговором пет сила — Русије, Енглеске, Француске, Аустрије и Пруске њиховим амбасадорима у Истанбулу. На тај се начин руска гарантија претворила у европску, и руски престиж на Балканском полуострву био је донекле уздрман, али се цар Николај и даље понашао као суверен не само Русије, него и Истока .

### Четворни савез, пораз Египта и смењивање
За мешање у овај нови рат с Египтом, посебно су биле заинтересоване Енглеска и Аустрија, непријатељи Египта, покушавајући да предухитре Русију . Међутим, Енглеска се умешала истовремено кад и Русија, и то споразумно с царем, који је такође био непријатељ Египта. Руси су се, опет као пре, бојали да Мухамед Али, пошто преузме управу над Османским царством, не ојача државу и не учини је способном да им се одупире. Енглези су се, пак, бојали Мухамед Алија због тога што је могао да пресече трговину с Индијом. Британски министар спољних послова, Палмерстон је рекао:
Ако се Индија може ранити, онда то може бити само преко Египта.
Енглеска и Русија су се удружиле с Пруском и Аустријом, образовавши четворни савез (енгл. quadruple alliance), који је изјавио, да се ставља у одбрану султана и заповедио Мухамед Алију, да се врати у Египат. Француска га је, напротив, подржавала, надајући се да ће он препородити Османско царство, као што је преуредио и Египат. Француска се није хтела придружити осталим великим силама. На тај се начин оборио цео савезни систем . Француска либерална странка захтевала је рат и поновно заузимање леве обале Рајне . Влада Адолфа Тјера подржавала је ту политику и подбадало је Мухамеда, да не попушта; али краљ Луј-Филип I је хтео мир, а и сам Тјер је знао да не може ратовати са Европом . Француска влада је потом повукла своју флоту са Леванта, а Енглеска је послала своју, која је приморала властољубивог Мухамед Алија, да прими погодбе четворног савеза, тј. да врати Сирију и задовољи се титулом наследног турског вазала . Источно питање потом задуго није покретано .
Дана 29. маја 1841. године, Хусрев је, због корупције, смењен са места великог везира, замењен Рауфом и прогнан и заточен у Текирдагу. Његова каријера је тада први пут после многих година била пред великим знаком питања. Међутим, султан га је убрзо помиловао због старости (имао је 72 године).

## Босански паша
Дана 28. септембра 1841. године, Хусрев је постављен на место паше у Босни, наследивши на том месту Мехмед Веџихи-пашу. У Босни је кипело. Карактеристична чињеница за стање духова била је та, да Ђилхански хатишериф у Босни никад уопште није објављен. Аустријски конзул Атанацковић извештавао је своју владу, да је стање у земљи неодрживо. Порта, односно Хусрев, није смео да ствари изведе до краја, а половне мере нису могле задовољити никог. Старе султанове присталице, као Али-паша и Смаил-ага Ченгић помагале су опозицији. Сам Али-паша није хтео да много квари стари рад и све се више показивао као човек који не одобрава Портине мере. Хусрев такво стање није могао да поправи, а убрзо је и смењен. Године 1844, он се, претрпевши пораз од Крајишника, вратио у Истанбул . На месту босанског валије заменио га је Морали Ћамил Мехмед-паша.

## Сераскер по трећи пут и смрт
Дана 30. децембра 1845. султан је у Истанбулу приредио велику свечаност у част Хусрев-паше, после чега је он, уз подршку целе Порте, поново постављен за сераскера. Овај положај је обављао из Бајазитовог сараја , а дужност његовог заменика је обављао Риза-паша. У јулу посетио га је његов стари непријатељ Мухамед Али и измирио се с њим. Ситуација у Истанбулу је била мирна, све док, 31. јула, Рауф-паша није смењен од стране реформиста предвођених Коча Мустафа Решид-пашом. Хусрев-паша се и поред ове смене одржао на положају, вероватно због тога што се и сам залагао за реформе, али не задуго. Непопуларан због својих либеларних идеја, Хусрев-паша је, октобра 1846. године, смењен.
Последње године живота Хусрев је провео у својој приморској вили у Емиргану, не мешајући се у политику. Већ одавно ослепео, он је умро 3. марта 1855. године у Саријеру, а сахрањен је у Ејуповој џамији у Ункјар-Искелесију.